# 红楼时代广场
红楼时代广场（英語：Honglou Times Square，别名亚欧国际）是一栋位于中华人民共和国甘肃省兰州市的摩天大楼。这栋大楼于2012年开工，并于2018年竣工，是甘肃省第一高楼。这栋大楼修建前原址为“万人啤酒广场”。
该楼由浙江红楼集团旗下的兰州民百集团开发，耗资20亿元 ，由浙建集团承建。2018年4月13日，大楼仍在建设中时，11楼发生火灾。 
该楼共59层，其中地下3层。在55层（240米）处，有一个公众可以进入的观景区。此外，还有玻璃天桥。该建筑未来将被用作购物中心、餐厅、娱乐场所、办公室和酒店。

## 各楼层的用途
| 楼层   | 用途                   |
| ------ | ---------------------- |
| -3、-2 | 停车场、水电等公共设施 |
| -1     | 超市                   |
| 1－7   | 购物中心               |
| 8－14  | 休闲娱乐               |
| 15－37 | 办公                   |
| 38－53 | 万豪酒店               |
| 54－55 | 天文台                 |